# Hrapate, Cernihiv
Hrapate (în ucraineană Храпате) este un sat în comuna Mnov din raionul Cernihiv, regiunea Cernihiv, Ucraina.

## Demografie
Componența lingvistică a localității Hrapate
     Ucraineană (97,56%)
     Rusă (2,44%)
Conform recensământului din 2001, majoritatea populației localității Hrapate era vorbitoare de ucraineană (97,56%), existând în minoritate și vorbitori de rusă (2,44%).